# Bazli
Bazli su naselje u Hrvatskoj u sastavu Grada Čabra. Nalaze se u Primorsko-goranskoj županiji.

## Zemljopis
Sjeverozapadno su Kranjci, sjeverno je Prezid, istočno-jugoistočno je Kozji Vrh, jugoistočno su Gorači, južno su Lautari. Sjeveroistočno je granica sa Slovenijom i naselje Novi Kot.

## Stanovništvo
| broj stanovnika | 41    | 44    | 41    | 57    | 45    | 45    | 32    | 39    | 14    | 15    | 18    | 14    | 8     | 7     | 6     | 5     | 4     |
|                 | 1857. | 1869. | 1880. | 1890. | 1900. | 1910. | 1921. | 1931. | 1948. | 1953. | 1961. | 1971. | 1981. | 1991. | 2001. | 2011. | 2021. |